# 無鬚深巨口魚
無鬚深巨口魚（学名：Bathophilus abarbatus）为輻鰭魚綱巨口鱼目巨口鱼科的其中一種。分布于南太平洋區，包括澳洲、紐西蘭、巴布亞紐幾內亞及秘魯等海域，為深海魚類，棲息深度0-230公尺。

## 扩展阅读
維基物種上的相關：無鬚深巨口魚